# 有待雅彦
有待 雅彦（ありまち まさひこ）は、日本のシンガーソングライター、俳優。

## 概要
1993年に出演した三菱地所TV企業CMがメジャー・デビューのきっかけとなる。1998年にはアニメ『星方武侠アウトロースター』のオープニングテーマ「Through the Night」を担当。國府田マリ子主演映画「Looking For」に俳優として出演。

## 来歴
1990年 - 『アイドル伝説えり子』阿木星吾役 ※劇中歌担当。
1993年 - 原一博とロックユニット「WILD STYLE」を結成。1995年にメジャー・デビュー。
1997年 - 「WILD STYLE」活動休止。元ZIGGYの大山正篤と音楽ユニット「Sham-on」を結成。ソロとして『星方武侠アウトロースター』OPテーマ「Through the Night」をリリース。ロックバンド「FeNeK」を結成し不定期にLIVEを行い、2001年に活動終了。
1999年 - 「Sham-on」を「Shammon」と改名し、2003年まで活動。

## ディスコグラフィ
WILD STYLEの楽曲は『WILD STYLE』を参照。

### シングル

#### Shammon
|     | リリース日    | タイトル       | 備考      |
| --- | ------------- | -------------- | --------- |
| 1st | 1998年7月18日 | No Way Out     | (Sham-on) |
| 2nd | 1998年9月19日 | Shadow Game    | (Sham-on) |
| 3rd | 1999年10月6日 | 深愛           |           |
| 4th | 2000年4月5日  | ローレライ     |           |
| 5th | 2000年7月26日 | Fly in the sky |           |

### アルバム
|            | リリース日     | タイトル                                              | 備考 |
| ---------- | -------------- | ----------------------------------------------------- | ---- |
| other      | 1998年1月21日  | 『星方武侠アウトロースター』サウンド&シナリオトラック |      |
| 1st        | 1998年11月21日 | Sham-on - 陰陽 ～IN YOU～                             |      |
| 2nd        | 2000年8月23日  | Shammon - Shammon                                     |      |
| other      | 2001年11月7日  | GUITAR FREAKS 6th MIX & drummania 5th MIX             |      |
| MIni Album | 2002年6月8日   | Shammon - Give & Take                                 |      |

## バンド歴
- WILD STYLE
- Sham-on
- FeNeK
- Shammon